# Страх Фундації
«Страх Фундації» (англ. Foundation’s Fear) — науково-фантастичний роман американського письменника Грегорі Бенфорда, написаний 1997 року, створений за Всесвітом Фундації Айзека Азімова. Це перша книга Другої трилогії Фундації (Академії), міжавторського циклу написаного після смерті Азімова трьома авторами, на замовлення літературних представників з дозволу спадкоємців.
З'явився після смерті Айзека Азімова, цей роман є частиною майбутньої історії доктора Селдона. Точніше, події, описані Бенфордом у цьому романі, відбуваються в 12028 році Галактичної ери, що поміщає їх між двома першими главами, названими «Едо Демерзель» і «Клеон I», роману «На шляху до Фундації», написаного Азімовим.

## Стиль і тематика
Основними літературними особливостями роману є інтенсивне використання діалогу і виклад складних описових картин історичного становлення Галактичної Імперії, продукту практичного застосування рівнянь психоісторичної науки.
До цього додається чіткий гумористичний тон, виражений в різних ситуаціях, таких як змагання між самогубцями Трантора, які боролися за присудження мільйонної суми і які протягом тисячоліть скидали себе з вершин імператорських балконів, або дивна церемонія «салютного гардеробу», яка являє собою обряд соціальної посвяти, якої зазнає Гері Селдон, що полягає в тому, щоб колективно роздягнутися разом з тисячами інших претендентів на державні посади.
Роман являє собою цікаве злиття літературних всесвітів Бенфорда і Азімова. Значна частина роману розгортається навколо передових розумних моделей (симів) Жанни д'Арк та Вольтера, воскрешених Селдоном у прагненні перевірити свої психоісторичні теорії. Такі сими активуються завдяки величезним обсягам пам'яті і обчислювальним можливостям у руках приватної компанії. Присутня й ідея з'єднання людського сприйняття і свідомості з твариною.
Роман Бенфорда розгортається в той самий момент, коли імператор Клеоном I, правитель Галактичної Імперії, призначає Гері Селдона прем'єр-міністром. Селдон має пережити кілька замахів з боку своїх політичних супротивників. Він намагається підтвердити свою теорію психоісторії, використовуючи як модель суспільство шимпанзе і стародавні програми штучного інтелекту, ексгумовані на планеті Сарк. За допомогою Р. Даніеля Оліво і його роботів, а також іншопланетних розумів, з якими він має домовитися, йому вдається перемогти своїх ворогів і неохоче отримати доступ до політичного поста, покладеного на нього. Роман описує головного героя в людських і інтимних термінах, особливо щодо його дружини Дорс Венабілі, гуманістичного робота, що захищає його існування за дорученням Р. Даніеля Оліво.
Роману вдається відповісти на вирішальні питання, на які сам Азімов не відповів. Чому в галактиці не вистачає розумних іншопланетних сутностей? Чи існують сліди таких інтелектів? І якщо вони існують, то де вони розташовані? Чому Чумацький Шлях населений тільки людьми? Як Селдон міг займати посаду прем'єр-міністра і одночасно займатися розвитком своєї науки? Як Трантор був соціально структурований? Які складнощі мала психоісторична наука? Яку роль відігравали комп'ютери? Чи існували механічні еквіваленти роботів?
На всі ці питання Бенфорд дає задовільну відповідь. Наприклад, на перше питання роман дає майстерну відповідь: іншопланетні галактичні цивілізації були повністю зметені в якомусь космічному геноциді — «пожежа в прерії» — флотами роботів, посланих на початку галактичної колонізації і, мабуть, без відома тих же людей. Такого злочину соромиться Даніель, вищий роботизований інтелект і друг Селдона. Залишки інопланетного життя вижили в цифровому вигляді в центрі Галактики і з часом вдерлися в сітку Трантора (еквівалент Інтернету). Селдон контактує з такими розумами і з жахом дізнається правду про геноцид. Ця відповідь ще більше об'єднує азімовський цикл роботів з Імперією і Фундацією. Роботи, герої ранніх оповідань Азімова, яких винахідники наділили знаменитими трьома законами робототехніки, врешті-решт знищили інтелектуальне біорізноманіття Галактики в покірному прагненні сприяти розвитку людського роду; таким чином, і логічно, вони готують ґрунт для подальшої зоряної колонізації і створення Галактичної Імперії без найменшої іншопланетної протидії.
Природно, роман представляє деякі невідповідності Всесвіту Азімова. Як, наприклад, той факт, що Даніель заявляє, що він не має здатності маніпулювати емоціями Селдона, коли в романі «Прелюдія до Фундації» явно розкривається така здатність. Іншою невідповідністю було використання кротовин як засобу міжзоряної навігації, на відміну від «гіперпросторового стрибка» Азімова. Хоча в романі Бенфорд коротко згадує про гіперпросторовий стрибок, технічно він можливий, але економічно не вигідний. Тоді як Бенфорд характеризує помічника Селдона Юго Амариля як пристрасного націоналіста даліті, Азімов представляє його як людину вирвану з колишнього середовища, яку цікавить лише психоісторія.
Але не слід забувати, що самі романи саги, написані Азімовим, що і він сам визнавав, містили такі ж невідповідності. Загалом, роман у поєднанні з романами Грега Біра («Фундація і хаос») і Девіда Бріна («Тріумф Фундації») значно розширює Всесвіт азімовської Фундації.

## Короткий зміст
Імператор Клеон I хоче призначити Гері Селдона Прем'єр-міністром Галактичної Імперії. Могутній член Вищої ради Трантора Бетан Ламерк виступає проти призначення незалежного Селдона. Сам Селдон неохоче приймає цю посаду через тимчасові обмеження, які відволікають його від психоісторичного проєкту. Проєкт очолюють Селдон, Юго Амаріль і дружина Селдона Дорс Венабілі — просунутий людиноподібний робот. Однак Селдону необхідно вислужитися перед імператором, і він неофіційно радить Клеону I, наприклад, указ, який стирає імена терористів із записів, позбавляючи їх безсмертя, перешкоджаючи хаотичним діям.
Крім психоісториків, більша частина дії роману обертається навколо просунутих розумних симуляцій (симів) Жанни д'Арк і Вольтера. Симів відтворила Artifice Associates, дослідницька компанія, розташована в секторі Даль Трантора. Програмісти технокомпанії Марк і Сібіл планують використовувати симів Жанни/Вольтера для двох прибуткових проєктів. По-перше, психоісторичний проєкт Гері Селдона. По-друге, дві великі партії транторіанського сектора Юнін «Хранителі віри наших батьків» проти «Спільноти скептиків» обговорюють питання про те, чи слід створювати механічних істот, наділених штучним інтелектом. І якщо так, то чи повинні вони отримати повне громадянство. Прихильником Хранителів буде Жанна, прихильником Скептиків — Вольтер.
Рятуючись від бойовиків члена Верховної Ради Бетана Ламерка Гері Селдон і Дорс Венабілі втікають із Трантора. Під час своєї галактичної одіссеї Гері і Дорс переживають віртуальну реальність в образі шимпанзе на планеті Панокопія. Вони також відвідують метушливий світ Нового відродження, — планету Сарк.
Тим часом, на Транторі, сими Жанна і Вольтер втікають у Мережу Трантора (еквівалент Інтернету). Жанна і Вольтер взаємодіють із давніми іншопланетянами у віртуальній мережі. Ці іншопланетяни покинули фізичний простір Трантора, коли більше 20 000 років тому на Трантор прибули тераформувальні роботи. Через Жанну і Вольтера Гері вступає в союз із віртуальними прибульцями. Прибульці допомагають Селдону повернутися на Трантор і перемогти члена Вищої ради Ламерка завдяки тік-току. Роман закінчується тим, що Селдон приймає посаду першого міністра імператора Клеона.